# 欧内斯特·卡赛尔
欧内斯特·约瑟夫·卡赛尔（英語：Sir Ernest Joseph Cassel，1852年3月3日—1921年9月21日），普鲁士人，是英国的商人、银行家、资本家，是英国国王爱德华七世、英国首相赫伯特·亨利·阿斯奎斯的密友。